# Frederick Stanley Maude

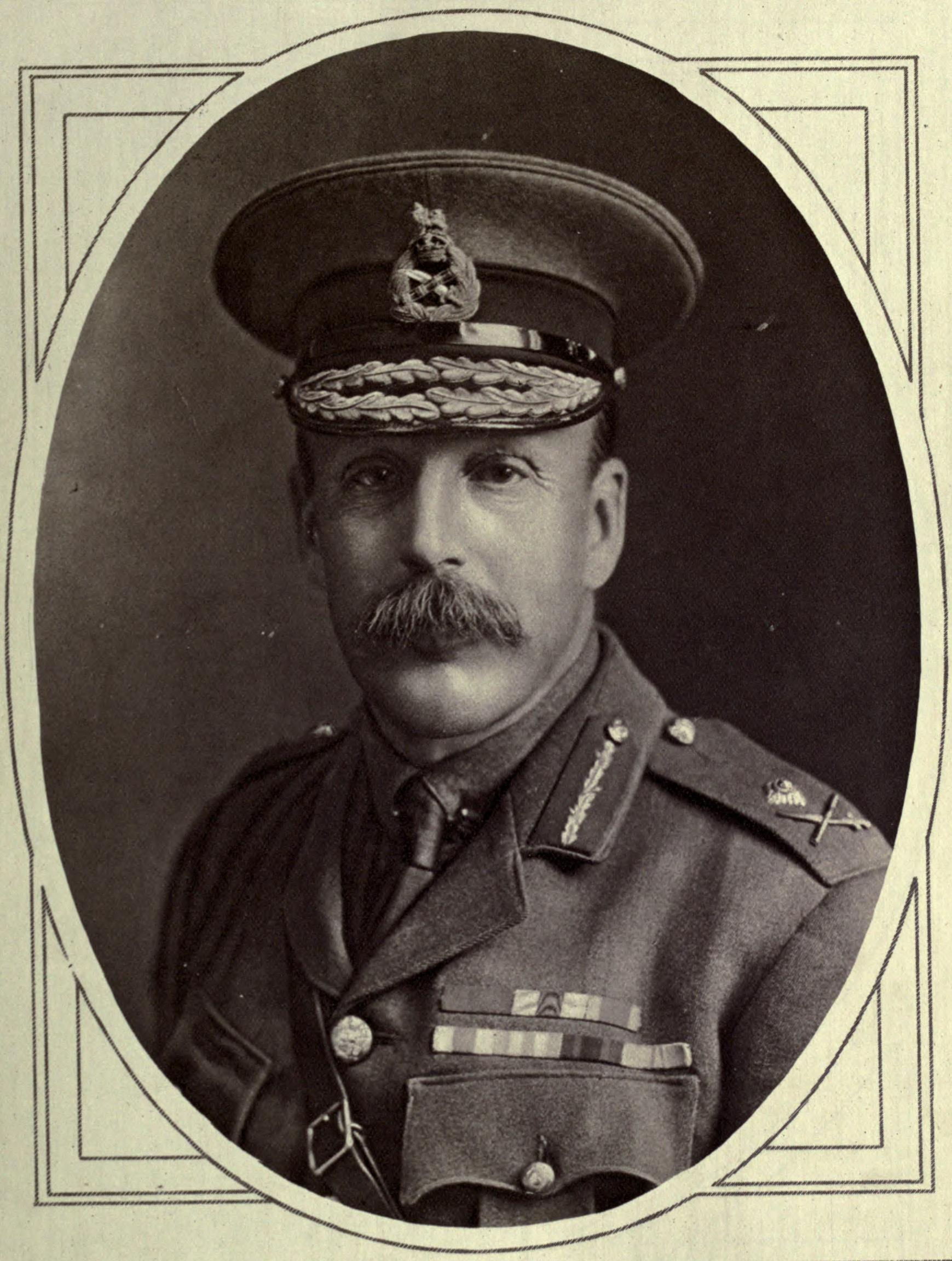
Sir Stanley Maude.

Frederick Stanley Maude, född den 24 juni 1864 i Gibraltar, död den 18 november 1917 i Bagdad, var en engelsk militär. Han var son till general Frederick Francis Maude.
Maude blev officer vid gardesinfanteriet 1884 och deltog i kriget i Sudan 1885. Han blev generalstabsofficer 1897 och deltog som sådan i boerkriget 1899–1901. Maude gjorde sedermera stabstjänst i Kanada och i hemlandet. Han blev överste 1911 och vid första världskrigets utbrott placerad i 3:e armékårens stab. På hösten 1914 blev han brigadgeneral och förde 14:e infanteribrigaden (på västfronten) till i juni 1915, då han blev generalmajor och chef för 13:e fördelningen (på Gallipolihalvön). I juli 1916 blev Maude armékårchef (3:e kåren) i Mesopotamien och i september samma år överbefälhavare över brittiska armén där. I december samma år återupptog han den avbrutna offensiven mot turkarna. Han återtog Kut El Amara den 25 februari 1917 och intog Bagdad, som han omdanade till en stark baspunkt, den 11 mars samma år. Samma år blev han generallöjtnant. På hösten 1917 slog han turkarna vid Ramadi och besatte Tekrit (den 6 november). Maude anses ha varit en av britternas mest framstående härförare och arméorganisatörer under första världskriget. Hans änka erhöll en nationalbelöning om 25 000 pund sterling.